# Blepharotes aterrimus
Blepharotes aterrimus là một loài ruồi trong họ Asilidae. Blepharotes aterrimus được Hermann miêu tả năm 1907. Loài này phân bố ở miền Australasia.